# Setmana Santa a Ferrol

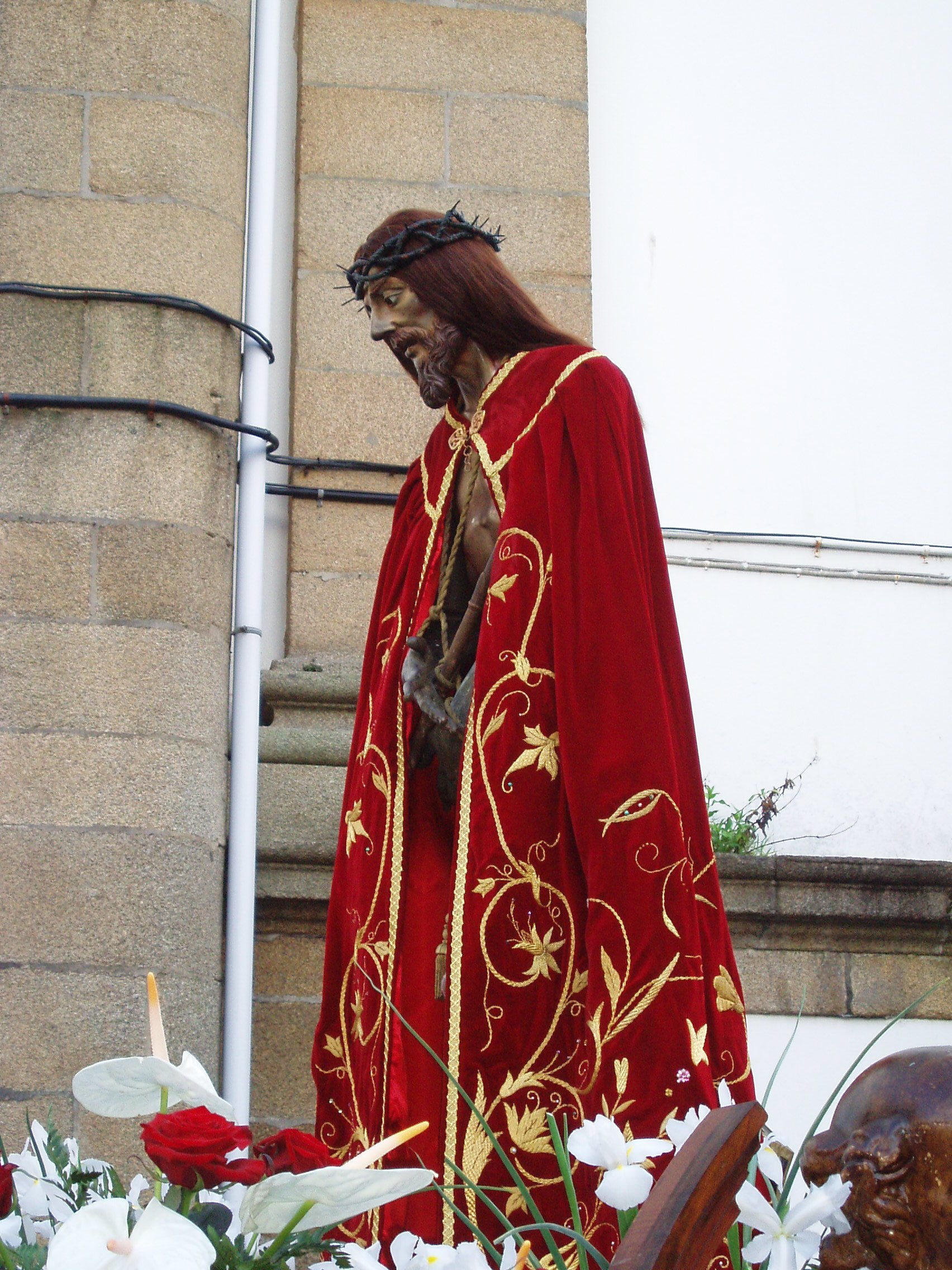
Processó de l'Ecce Homo, el Diumenge de Rams de 2010.

La Setmana Santa de Ferrol és el conjunt d'actes de commemoració de la Passió de Crist que se celebren a la ciutat corunyesa de Ferrol, a Galícia. Des de l'any 1995 està declarada Festa d'Interès Turístic Internacional.
Comença el Diumenge de Rams i acaba el Diumenge de Resurrecció, dates entre les quals tots els dies surten al carrer diverses processons, organitzades per les cinc confraries amb seu a la ciutat. Els dies més destacats són Dijous Sant i Divendres Sant.

## Confraries

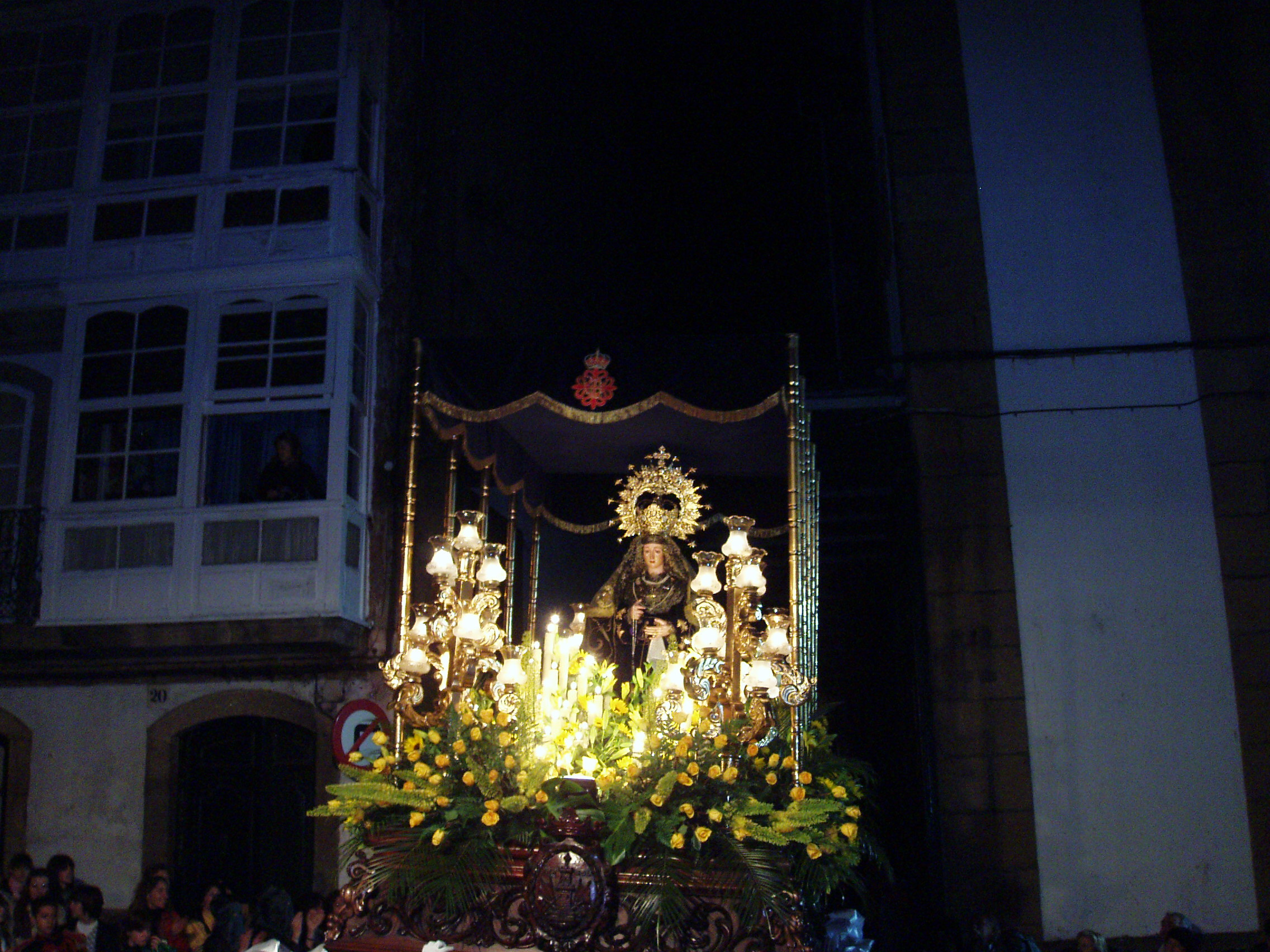
La Mare de Déu de l'Amargor, el Dilluns Sant de 2008.

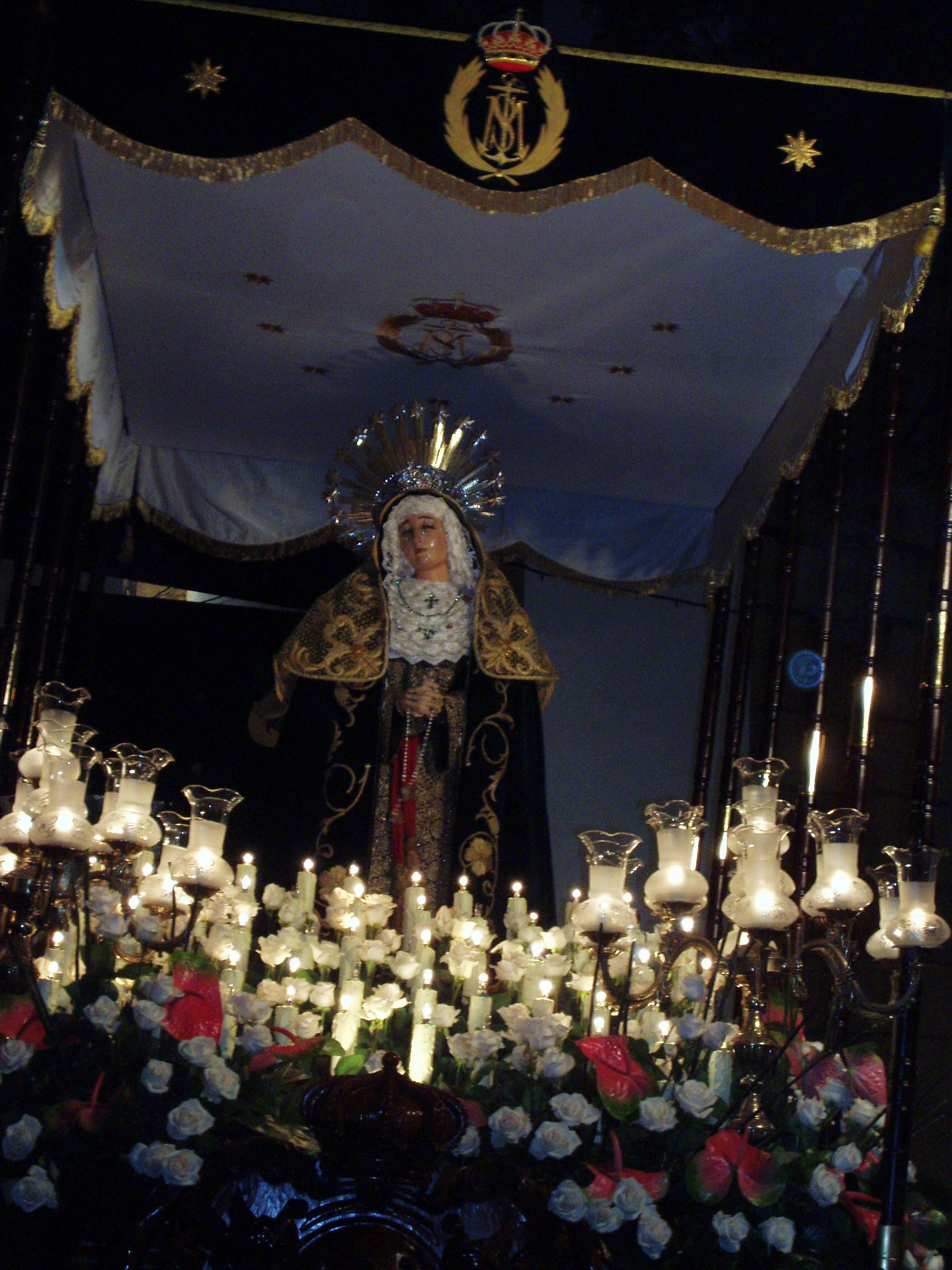
Retirada de la a Mare de Déu de l'Esperança, el Dimarts Sant de 2006.

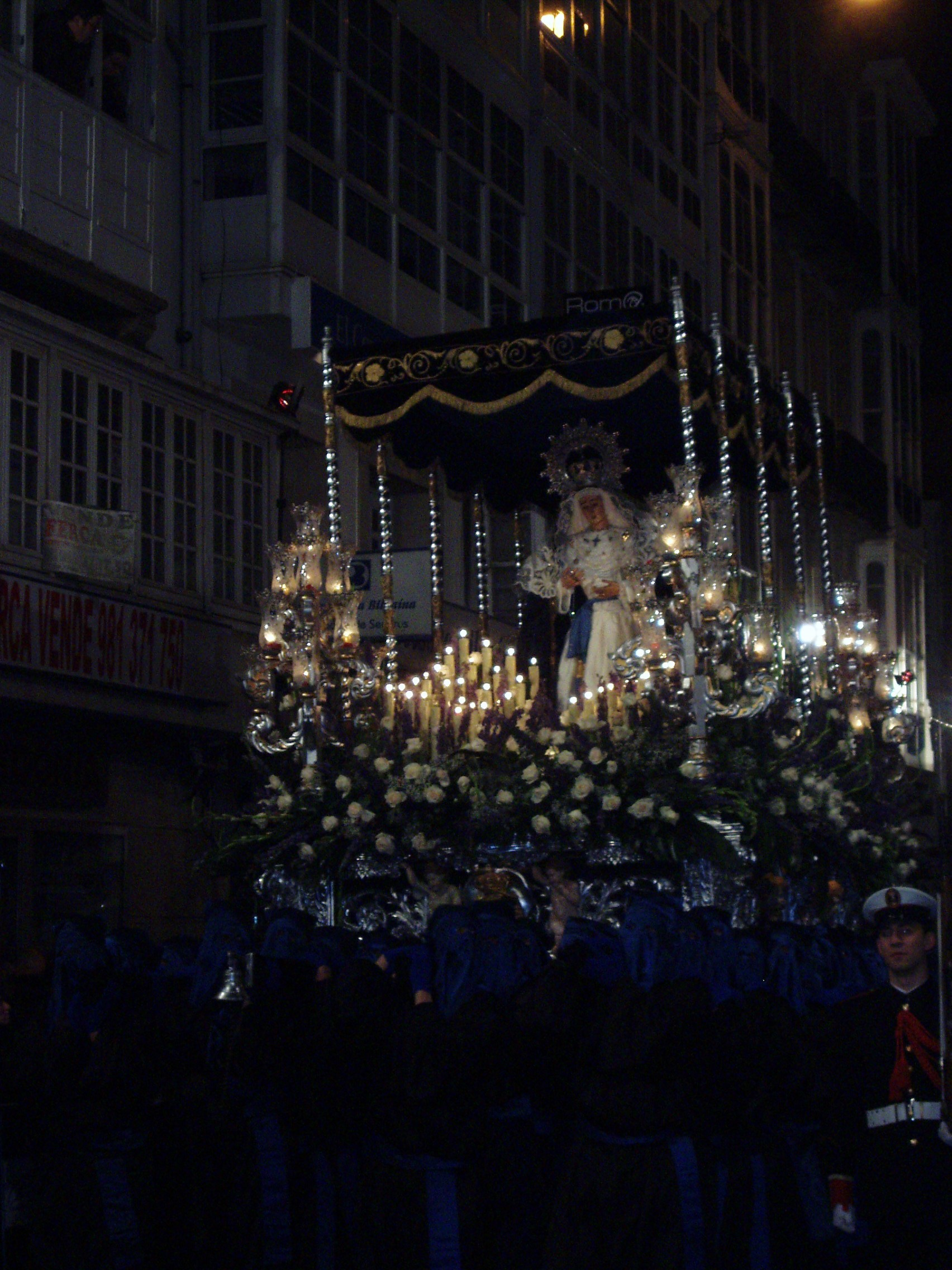
El tron de la Mare de Déu de la Pietat recorre el carrer Real ferrolà la Setmana Santa de 2008.

Són un total de cinc, agrupades totes elles a la Coordinadora de Confraries de la Setmana Santa Ferrolana:
- Venerable, Reial i Molt Il·lustre Confraria del Santíssim Crist de la Misericòrdia i María Santíssima dels Dolors.
- Pontifícia, Reial i Il·lustre Confraria de Nostra Senyora de les Angoixes.
- Confraria de la Venerable Ordre Tercera de Sant Francesc (també coneguda popularment com a "Confraria de la Solitud").
- Confraria de Cavallers del Sant Enterrament.
- Confraria de la Mercè.

## Processons
| Dia                     | Matí | Tarda | Nit                                                                                                |
| ----------------------- | --- | --- | -------------------------------------------------------------------------------------------------- |
| Diumenge de Rams        | - Processó de Jesús Amic dels Nens - Processó de l'Entrada Triomfal de Jesús a Jerusalem | - Processó de l'Ecce Homo                                                                                    | |
| Dilluns Sant            | | | - Processó de Crist Rei i la Verge de l'Amargor                                                    |
| Dimarts Sant            | | - Processó del Crist de la Bona Mort                                                                         | - Processó de Jesús Lligat a la Columna, el Crist dels Socors i la Santíssima Verge de l'Esperança |
| Dimecres Sant           | | - Processó de Nostra Senyora dels Captius i el Santíssim Crist Redemptor - Processó del Crist dels Navegants | - Processó del Crist del Perdó i Maria Santíssima dels Desemparats - Processó de la Penitència     |
| Dijous Sant             | - Processó del Nostre Pare Jesús Camí del Calvari (matinada) | - Processó de la Pontifícia, Reial i Il·lustre Confraria de Nostra Senyora de les Angoixes                   | - Processó del Santíssim Crist de la Misericòrdia i Maria Santíssima de la Pietat                  |
| Divendres Sant          | - Processó de Jesús Natzarè - Processó de Nostra Senyora dels Dolors - Processó de la Santa Trobada | - Processó del Crucificat - Processó del Trasllat - Processó del Sant Enterrament                            | - Processó de la Soledat - Processó d'"Os Caladiños"                                               |
| Dissabte Sant           | | | - Processó de la Caritat i el Silenci                                                              |
| Diumenge de Resurrecció | - Processó de Jesús Ressuscitat a la Trobada amb la seva Mare - Processó de Maria Magdalena a la Trobada amb Jesús Ressuscitat - Processó de la Verge de la Llum a la Trobada amb el seu Fill - Processó de la Resurrecció | | |